# Fulvio Pelli
Pour les articles homonymes, voir Pelli.
Fulvio Pelli, né le 26 janvier 1951 à Lugano, est un politicien suisse. Il a été président du Parti libéral-radical depuis sa création en 2009 et jusqu'en 2012.

## Biographie
Après avoir fréquenté l'école primaire et secondaire à Lugano, il a étudié le droit aux universités et de université de Zurich.
Il obtient sa licence à Zurich en 1974 et son doctorat trois ans plus tard sous la direction d'Arthur Meier-Hayoz. En 1977, il obtient le titre d'avocat et de notaire. Pendant quatre ans, il a été procureur adjoint du Sottoceneri.
En 1981, il rejoint le cabinet de son père Ferruccio Pelli. Aujourd'hui, il est le propriétaire de cette entreprise. Il est également président du conseil d'administration de cinq sociétés, dont la Banque cantonale du Tessin. Depuis 2017, il est membre du Conseil des musées du Musée national suisse.
Juriste tessinois, il est membre du Conseil national de 1995 à 2014.
Fulvio Pelli est marié et père de 3 filles. Il vit à Sorengo.

## Carrière politique
De 1980 à 1990, Fulvio Pelli a été membre du conseil municipal de Lugano. De 1983 à 1995, il fut député cantonal. Il a démissionné de cette fonction lorsqu'il a été élu au Conseil national en 1995. De 2002 à 2005, il a présidé le groupe des radical-libéral à l'Assemblée fédérale.
Lors des élections fédérales de 2007, il a été réélu dans ses fonctions avec le meilleur résultat de tous les candidats du canton du Tessin, mais quatre ans plus tard, il est réélu de justesse par une faible marge de 58 voix. Lors de ces élections, son parti subit une lourde défaite.
En septembre 2009, lors des élections au Conseil fédéral pour succéder à Pascal Couchepin, il a été proposé comme candidat au Conseil fédéral par son parti cantonal, mais n'a pas été officiellement désigné par le groupe parlementaire de son parti. Il avait lui-même laissé en suspens depuis longtemps la question de savoir s'il voulait se présenter.
Il a démissionné du Conseil national le 6 mars 2014 pour se consacrer entièrement à sa profession d'avocat.
Fulvio Pelli est également membre du Nouveau Mouvement Européen Suisse (NEBS), où il a également été président de la section régionale du Tessin pendant un certain temps.

### Présidence de parti

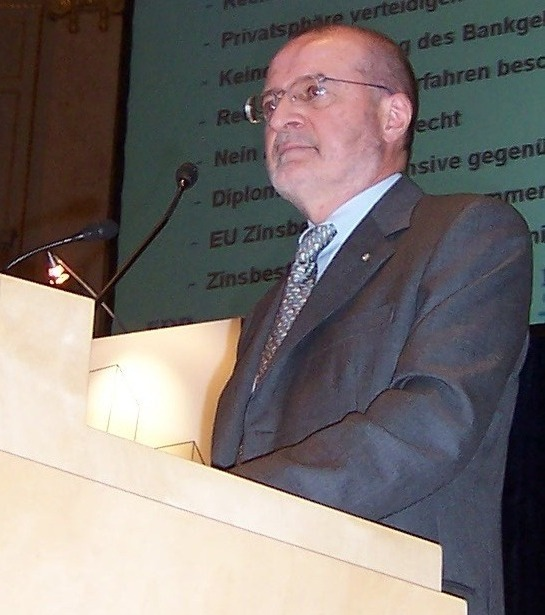
Fulvio Pelli en 2009 lors du congrès fondateur du Parti libéral-radical.

Du 5 mars 2005 jusqu'à la fusion avec le Parti libéral suisse le 1er janvier 2009, il a été le dernier président du Parti radical-démocratique. Depuis la fusion des deux partis pour former le Parti libéral-radical, il en a été le premier président (président fondateur) jusqu'en 2012.
De plus, il a été de 1988 à 2000, il a dirigé le parti radical tessinois.
Ses valeurs libérales ne l'empêchent pas de soutenir une interdiction totale de la fumée dans les lieux publics, comme c'est le cas dans son canton du Tessin : « On ne peut pas invoquer le libéralisme pour cautionner un acte qui détruit la santé de ceux qui ne fument pas », déclare-t-il ainsi dans Le Matin le 19 mars 2006.
En 2020, il se déclare candidat au législatif communal de Lugano.